# Алёшин, Игорь Олегович
Игорь Олегович Алёшин (род. 3 августа 1962 года, Ленинград, РСФСР, СССР) — российский государственный деятель, руководитель Федеральной службы по контролю за алкогольным и табачным рынками (с 2018 года).

## Биография
Родился 3 августа 1962 года в Ленинграде.
В 1983 году — окончил Ленинградский техникум морского приборостроения, в 2001 году — Санкт-Петербургский университет МВД России по специальности «юриспруденция», в 2011 году — Государственный университет управления (Москва) по специальности «государственное и муниципальное управление».
С 1979 по 1980 годы — работал техником Главной астрономической обсерватории Академии наук СССР в Ленинграде.
С 1983 по 1988 годы — слесарь по аэрогидродинамическим испытаниям 4-го разряда Центрального НИИ имени академика А. Н. Крылова (сейчас — Крыловский государственный научный центр).
С 1988 по 2004 годы — служил в органах внутренних дел, в 2000-х годах работал в Центре по борьбе с терроризмом главного управления МВД РФ по Северо-Западному федеральному округу.
С 2004 по 2005 годы — заместитель генерального директора по кадрам и обеспечению охранного предприятия «Отчизна» (Санкт-Петербург).
С 2005 по 2006 годы — советник управляющего филиалом коммерческого банка «Северный морской путь» (Санкт-Петербург).
В 2006 году переехал в Москву, с 2006 года — заместитель генерального директора, а с июня 2007 по ноябрь 2008 года — генеральный директор ОАО «Московский завод „Кристалл“».
С 2008 по 2009 годы — заместитель генерального директора ФГУП «Росспиртпром» (являлось основным акционером завода «Кристалл»), в марте 2009 года, после акционирования предприятия, стал генеральным директором ОАО «Росспиртпром».
С 21 декабря 2009 года по 2018 годы — генеральный директор федерального казенного предприятия «Союзплодоимпорт».
С 11 июля 2018 года — руководитель Федеральной службы по контролю за алкогольным и табачным рынками (Росалкогольтабакконтроль), сменив на этом посту Игоря Чуяна, в отношении которого вскоре было возбуждено уголовное дело по статье о злоупотреблении служебными полномочиями (в настоящее время экс-чиновник находится за рубежом).
В 2023 году — присвоен чин действительного государственного советника Российской Федерации II класса.
2 января 2025 года — присвоен чин действительного государственного советника Российской Федерации I класса.